# Дрогоміль
Дрогоміль (пол. Drogomil, нім. Nenkersdorf) — село в Польщі, у гміні Битом-Оджанський Новосольського повіту Любуського воєводства.
Населення — 130 осіб (2011).
У 1975-1998 роках село належало до Зеленогурського воєводства.

## Демографія
Демографічна структура станом на 31 березня 2011 року:
|          | Загалом | Допрацездатний вік | Працездатний вік | Постпрацездатний вік |
| -------- | ------- | ------------------ | ---------------- | -------------------- |
| Чоловіки | 63      | 14                 | 45               | 4                    |
| Жінки    | 67      | 15                 | 37               | 15                   |
| Разом    | 130     | 29                 | 82               | 19                   |